# Uruguayi magyarok
Az uruguayi magyar olyan Uruguayban élő személy, aki teljesen vagy részben magyar származású, vagy Magyarországon született.
Bár magyar származásúak és magyarok egész Dél-Amerikában élnek, aktív közösségi élet csak Argentínában, Brazíliában, Venezuelában és Uruguayban van. Számukról hivatalos adatok nem állnak rendelkezése. A Külügyi és Külgazdasági Minisztérium adatai szerint ez a szám mintegy háromezer, más adatok szerint kétezer főt tesz ki. Közülük mintegy száz-százötven olyan idős ember van, aki még Magyarországon született.

## Történet
Az Uruguay Magyar Nyelvművelők Társaságát 1925-ben alapították. A társaságra az Uruguayi Kommunista Párt gyakorolt hatást. 1936-ban a magyar bevándorlók megalapították az Uruguayi Magyar Otthon nevű etnikai alapú szervezetet. 1920-ban egy kisebb zsidó-magyar közösség is alakult. A Batthyány család is rendelkezik egy uruguayi ággal.

## Híres uruguayi magyarok
- Debály Ferenc József (Francisco José Debali) (1791–1859), az uruguayi himnusz zeneszerzője.[6]
- Miguel Szilágyi Pauer (1922–2015) zenész
- Eduardo Sarlós (1938–1998) drámaíró
- Déborah Gyurcsek (1978) atléta
- Carlos Végh Garzón (1902-1984) politikus
- Alejandro Végh Villegas (1928–2017) közgazdász és politikus
- Carlos A. Vegh (1958) közgazdász
- Karina Batthyány (1968), szociológus

## Fordítás
Ez a szócikk részben vagy egészben  a   Hungarian Uruguayan című angol Wikipédia-szócikk ezen változatának fordításán alapul.  Az eredeti cikk szerkesztőit annak laptörténete sorolja fel. Ez a jelzés csupán a megfogalmazás eredetét és a szerzői jogokat jelzi, nem szolgál a cikkben szereplő információk forrásmegjelöléseként.